# 農民節
農民節是中華民國節日。民國三十（一九四一）年三月十二日，當時國民政府農林部在戰時首都重慶，舉行第一次全國農林行政會議。出席代表一致認為中國以農立國，應規定節日讓農民紀念慶祝同時舉辦各種競賽頒獎，鼓勵農業改進，當經決議，定每年立春日（國曆二月四日前後）為農民節，呈奉行政院核定公布。
2025年5月制定公布的《紀念日及節日實施條例》將農民節列為節日。

## 外部連結
- 行政院新聞局台灣節慶介紹

1. ↑  . 中央社. 2025-05-09. 已忽略未知参数|editpr= (帮助)